# Бугуруслан (станция)
Бугуруслан — железнодорожная станция Самарского отделения Куйбышевской железной дороги, расположенная в городе Бугуруслан Оренбургской области.

## Общие сведения
Движение через станцию было открыто 8 сентября 1888 года. Датой постройки здания вокзала считается 1901 год, и был реставрирован в 2016 году.
Станция предназначена для грузовых работ, осуществляет операции по выдаче и приёму повагонных отправок грузов, выдаче и приёму грузов в универсальных контейнерах 3, 5 и 20 тонн, а также продажу пассажирских билетов, работы с багажом.

## Дальнее следование по станции
По графику 2021 года на станции делают остановку следующие поезда дальнего следования:
| № поезда        | Маршрут движения          | № поезда        | Маршрут движения          |
| --------------- | ------------------------- | --------------- | ------------------------- |
| 11              | Владивосток — Самара      | 12              | Самара — Владивосток      |
| 13 «Южный Урал» | Челябинск — Москва        | 14 «Южный Урал» | Москва — Челябинск        |
| 59              | Новокузнецк — Кисловодск  | 60              | Кисловодск — Новокузнецк  |
| 97              | Тында — Кисловодск        | 98              | Кисловодск — Тында        |
| 101             | Нижневартовск — Пенза     | 102             | Пенза — Нижневартовск     |
| 123             | Новосибирск — Белгород    | 124             | Белгород — Новосибирск    |
| 127             | Красноярск — Адлер        | 128             | Адлер — Красноярск        |
| 129             | Красноярск — Анапа        | 130             | Анапа — Красноярск        |
| 141 «Таврия»    | Пермь — Симферополь       | 142 «Таврия»    | Симферополь — Пермь       |
| 147             | Нижневартовск — Астрахань | 148             | Астрахань — Нижневартовск |
| 193             | Магнитогорск — Москва     | —               | —                         |
| 203             | Томск — Анапа             | 204             | Анапа — Томск             |
| 205             | Иркутск — Анапа           | 206             | Анапа — Иркутск           |
| 229             | Северобайкальск — Анапа   | 230             | Анапа — Северобайкальск   |
| 235             | Тында — Анапа             | 236             | Анапа — Тында             |
| 243             | Новокузнецк — Анапа       | 244             | Анапа — Новокузнецк       |
| 253             | Нижневартовск — Самара    | 254             | Самара — Нижневартовск    |
| 289             | Екатеринбург — Анапа      | 290             | Анапа — Екатеринбург      |
| 345             | Нижневартовск — Адлер     | 346             | Адлер — Нижневартовск     |
| 373             | Тюмень — Махачкала        | 374             | Махачкала — Тюмень        |
| 407             | Челябинск — Адлер         | 408             | Адлер — Челябинск         |
| 453             | Уфа — Новороссийск        | 454             | Новороссийск — Уфа        |
| 455             | Челябинск — Новороссийск  | 456             | Новороссийск — Челябинск  |
| 461             | Уфа — Адлер               | 462             | Адлер — Уфа               |